# Ліцей Карно
Ліцей Карно́ (фр. Lycée Carnot) — французький заклад середньої та вищої освіти, розташований на бульварі Малезерба 145, в Парижі, (XVII округ). В ліцеї навчається трохи більше двох тисяч учнів: в колежі, власне ліцеї та підготовчих класах на вступ до вишів.
Ліцей знаходиться поряд зі станціями метро Wagram, Malesherbes та Monceau.

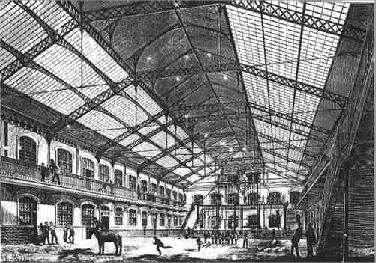
Зала, побудована Гюставом Ейфелем, близько 1880 року.

## Історія
1869 року Еме Годар (інженер і колишній директор Коллежа Сент-Барб) заснував світську школу під назвою «Школа Монжа» (фр. École Monge) на згадку про математика Гаспара Монжа. Саме ця школа і стала початком історії Ліцею Карно.
Спершу школа була розташована на вулиці Шапталь, але на початку Третьої республіки вона була переведена на велику ділянку на бульварі Малерба, на його нинішнє місце розташування. Архітектор Анрі Дежорж та інженер Гюстав Ейфель спорудили нове приміщення школи Монжа між 1875 та 1877 роками. Школа була розрахована на 500 учнів (половина з яких проживали в інтернаті).
Під час церемонії відкриття, газета «Le Monde Illustré» описала школу Монжа як «революційну». Для Парижа вона стала останнім словом як в плані архітектури, так і в плані педагогіки, пройнятої вільним духом Сен-Симонізму.

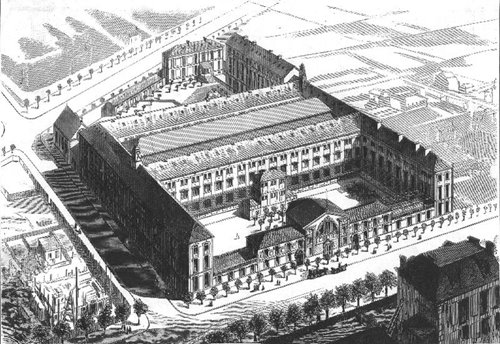

Школа Монжа залишалася приватною школою для дуже заможних сімей. Однак 1892 року з'являється ліцей Жансон-де-Саї, який починає конкурувати з Школою Монжа, пропонуючи освіту за меншими цінами. Школа опиняється в складному фінансовому становищі й лише тимчасово рятується від банкрутства завдяки втручанню акціонерів та батьків, які впливають на уряд. 29 грудня 1894 року парламент голосує за викуп школи за 4 мільйони 750 000 франків (що приблизно дорівнює 12 мільйонів євро,). Того ж року, 25 червня 1894 року було вбито президента республіки Саді Карно. На його честь, але також на честь його діда, генерала Революції Лазаря Карно, і його дядька Нікола Леонарда Саді Карно, засновника термодинаміки, школу перейменували в ліцей Карно.
Під час Другої світової війни загинуло 96 випускників ліцею, солдатів чи бійців опору. Головний двір перейменовано на честь професора філології Роже Буве, 1898 року народження, заарештованого за участь у русі опору 5 березня 1944 року. Роже Буве загинув при депортації.

## Директори
| Прізвище                          | Вступ на посаду директора | Припинення роботи на посаді директора |
| --------------------------------- | ------------------------- | ------------------------------------- |
| Еме Годар                         | 1869 рік                  | 1895 рік                              |
| Фретьє                            | 1895 рік                  | 1909 рік                              |
| Інформація відсутня 1966 р. Пепен | 1909 рік                  | 197?                                  |
| Фонтанель                         | 197?                      | 1981                                  |
| Роже Бенсуссан                    | 1981                      | 1991 рік                              |
| Бернар Мажу                       | 1991 рік                  | 1998 рік                              |
| Жан-Луї Ніколіні                  | 1998 рік                  | 2008 рік                              |
| Філіп Гвіте                       | 2008 рік                  | 2014 рік                              |
| Жан-Клод Дево                     | 2014 рік                  | -                                     |

### Колишні професори
| Прізвище           | Матеріал            |
| ------------------ | ------------------- |
| Сильвіан Агачинскі | Філософія           |
| Рафаель Баркіссо   | Історія             |
| Жан Ле Гак         | Пластичні мистецтва |
| Жак Марсель        | Історія             |
| Моріс Мерло-Понті  | Філософія           |
| Жан Могю           | Філософія           |
| Жіль Сандіє        | Французька мова     |